# Mario Renosto
Mario Renosto est un footballeur et entraîneur italien né le 15 juin 1929 à Venise et mort le 14 novembre 1988 à Trieste. Durant sa carrière de joueur, il évoluait au poste d'ailier. 

## Biographie

### Joueur
Ailier ambidextre, Mario Renosto se fait remarquer pour sa capacité à jouer efficacement des deux pieds. En 1950, il rejoint l'AC Milan et remporte le championnat d'Italie et la Coupe Latine lors de la saison 1951,. Il forme un trio offensif remarqué avec le Suédois Gunnar Nordahl et parfois Gunnar Gren, offrant une alternative dynamique au célèbre trio "Gre-No-Li".
Au total, il dispute 121 matchs pour 31 buts marqués en première division italienne.

### Entraîneur
Après sa carrière de joueur, Mario Renosto entame une carrière d’entraîneur avec la Vis Pesaro, qu'il mène en Serie C. Il dirige ensuite la Triestina lors de la saison 1964-1965,.
Mario Renosto décède à l'âge de 59 ans des suites d'une hémorragie cérébrale, provoquée par une chute après un malaise.

## Palmarès

### Compétitions nationales
Milan
- Championnat d'Italie :
  - Vainqueur : 1950-1951

- Coupe latine :
  - Vainqueur : 1951

 Triestina
- Serie B :
  - Vainqueur : 1957-1958

### Compétitions internationales
Milan
- Coupe Latine :
  - Vainqueur : 1951